# Leskia diadema
Leskia diadema är en tvåvingeart som först beskrevs av Christian Rudolph Wilhelm Wiedemann 1830.  Leskia diadema ingår i släktet Leskia och familjen parasitflugor. Inga underarter finns listade i Catalogue of Life.